# Trementina
Trementina – niewielka osada w Stanach Zjednoczonych, w stanie Nowy Meksyk, w hrabstwie San Miguel.
Nazwa miejscowości Trementina po hiszpańsku oznacza terpentynę, nawiązując do żywicy sosny pinon, która była używana przez Hiszpanów jako ludowy lek i substytut gumy do żucia. Trementina składała się głównie z rancz, jest słabo zaludniona i mieści się wiele opuszczonych budynków. Niektórzy uważają osadę jako „miasto widmo. Pierwotnie była to hiszpańsko-amerykańska wioska założona po amerykańskiej wojnie secesyjnej, głównie przez pasterzy, którzy wypasali swoje owce na płaskowyżach i trawiastych terenach między Cañon Largo na północy i Variadero Mesa na południu oraz rzeką Canadian na wschodzie i rzeką Conchas na zachodzie. Santiago Blea jest uznawany za założyciela społeczności. Wcześni Hiszpanie-Amerykanie, którzy osiedlili się na tym obszarze, zdefiniowali własność ziemi za pomocą punktów odniesienia. Kiedy obszar ten został zbadany przez US Geological Survey w 1880 roku, wiele osób straciło swoją ziemię, ponieważ nie rozumiało nowych praw i nie składało wniosków o zasiedlenie. Inni obywatele USA ze wschodu skorzystali z nowych praw i zasiedlili obszary ziemi. Hiszpanie-Amerykanie byli wyrozumiałym ludem i żyli pokojowo z osadnikami. Stopniowo Hiszpanie-Amerykanie i zasiedleńcy zawierali małżeństwa i wychowywali swoje dzieci na tym obszarze.
W 1901 roku Alice Blake misjonarka prezbiteriańska rozpoczęła pracę w domu na farmie starego człowieka, znanego jako Santiago Blea. W tym roku założono kościół łączący rodziny z La Aguila i San Agustin, w sumie grupa liczyła 60 osób. Założono także w tym roku urząd pocztowy. Jego pierwszym naczelnikiem został Manuel Gurule. W 1902 roku za 300 dolarów i za pomocą cieśli rozpoczęto budowę szkoły dla około 150 uczniów. Zainstalowano piękny dzwon pamiątkowy. W 1903 roku w Trementinie pojawiła się choroba zakaźna błonica. Mieszkańcom podano antytoksynę. Zgłoszono około 56 przypadków. Wiele małych dzieci umarło. W 1909 roku w miasteczku powstało 9 domów, studnia miejska i wiatrak. W 1916 roku wybudowano mały szpital i kaplicę, która została zniszczona przez pożar. W 1921 roku kościół liczy obecnie 81 członków. W 1923 roku zbudowano dom wspólnotowy za 1500 dolarów. Dom był wykorzystywany do zajęć wychowania fizycznego, wykładów stereoskopowych, zajęć z szycia, gotowania i pracy w służbie zdrowia, a także zawierał małą bibliotekę i czytelnię. Miejsce służyło do celebrowania Święta Dziękczynienia, wystaw, spotkań i innych kolacji wspólnotowych. W 1923 roku otwarto przedszkole i sprowadzono fortepian z Tucumcari. Pan Burnett specjalnie przyjechał, aby nastroić fortepian. W 1925 roku zakończono budowę szpitala. W 1926 roku zbudowano maszynownię elektryczną.. W 2010 roku osada liczyła 184 mieszkańców.
W Trementinie mieści się siedziba Kościoła Duchowej Technologii, odłamu scjentologii, nowej religii, stworzonej w latach 50. XX w. przez pisarza science-fiction Rona Hubbarda. Kościół Duchowej Technologii ma bazę głęboko pod ziemią. Ukryte są wszystkie dzieła Hubbarda z ezoteryczną wiedzą scjentologów. Podziemne schrony mają zapewnić przetrwanie dorobku Hubbarda po globalnej apokalipsie. Po apokalipsie statki scjentologów mają wylądować w Trementinie, gdy już będzie bezpiecznie, a miejsce do lądowania wyznaczą im ogromne kształty diamentów w okręgach, wyryte na pustyni.